# Commune fusionnée Winnweiler
La commune fusionnée Winnweiler est une municipalité allemande située dans le land de Rhénanie-Palatinat et l'arrondissement du Mont-Tonnerre.